# 海外在住ネパール人協会
海外在住ネパール人協会（かいがいざいじゅうネパールじんきょうかい、Non Resident Nepali Association/NRNA、गैरं आवसीय नेपाली संघ）は外国で蓄積されたノウハウと資本を本国ネパールに還元し、ネパールの平和と繁栄、発展に貢献する目的で2003年に設立されたネパール政府公認の組織である。NRNAの国際委員会はネパール国の商工会議所の中に事務局が入る形となっている。また、世界の85か国以上にそれぞれの国での活動を統括する国内委員会（National Coordination Council/NCC)が設置されている。NCCの設立を通じた活動の活発化により、世界中の在外ネパール人ネットワークのつながりを強化する狙いがある。
NRNAのメンバーになるための資格は、ネパール国のパスポート保有者で、年間で182日間以上外国に住むことだけが条件であり、身分や性別、出身地、収入、職業及び在留資格の有無は問われない。NRNAの設立に対してネパール政府の強い後押しがあったのは、海外出稼ぎ労働者から本国への外貨送金額が増えつつあり、その年額が国家予算を遥かに超えほどになったためである。こうした在外ネパール人が持つ資本をまとめ、ネパールの発展に寄与してもらうのが狙いである。一方、在外ネパール人には2世や3世となった世代もいるため、こうした層がネパールに投資したり、財産保有権を得たりするための環境整備をNRNAから支援し、国と在外ネパール系住民の双方にとってメリットのある組織としての活動を行っている。
NRNAの役割は以下のとおりである。
1. 外国においてネパールの良さをその国の人々に様々な媒体で伝え、ネパールに興味を持ってもらう。
2. ネパールに外貨直接投資を誘致する。
3. 在外のネパール人の知恵と技術をネパールの発展のために寄与する。
4. 世界中に住んでいるネパールの人々の間でネットワーク構築し、友情を深める。

NRNA ICCの執行部
会長：クマール・パンタ(Kumar Panta)
幹事長：ヘム　ラジ　シャルマ博士(Dr.Hem Raj Sharma)
NRNA-Japan執行部
会長：ニウレ・ナビン (NabinNeure)
幹事長 : ティカラム・カレル (Tikaram Kharel)